# توندابایاشی، اوساکا
توندابایاشی در استان اوساکا در کشور ژاپن  واقع شده‌است  که دارای جمعیت ۱۲۲٬۲۰۵ نفر و مساحت ۳۹٫۶۶ کیلومتر مربع با تراکم جمعیت ۳٬۰۸۱  نفر در کیلومترمربع است و در تاریخ ۱ آوریل ۱۹۵۰ به عنوان شهر شناخته شد.